# Репин, Вячеслав Борисович
Вячеслав Борисович Репин  (род. февраль 1960, Томск) — русский писатель.

## Биография
Родился в г. Томск, в 1960 г., в семье военнослужащего. Отец, Репин Борис Яковлевич (1937) — офицер Советской Армии, русский. Мать — Репина Лидия Ивановна (в девичестве Голованова, 1937-1997) — профессиональный детский воспитатель, русская.
Ранние детские годы провёл в Западной Сибири, в Поволжье, в Северном Казахстане, в Москве.
В первый класс пошёл в г. Пенза (сегодня гимназия № 3), где отец учился в Пензенской Военной Академии. С 1970 по 1975 семья жила по месту службы отца в Восточной Германии, сначала в г. Альтенбург, Тюрингия, затем в г. Ратeнов, земля Бранденбург (нем. Rathenow, военный гарнизон в Хайдефельде). Посещал русскую школу в г. Ратенове и в г. Бранденбурге (школа № 7). С 1976 на протяжении года жил в небольшом гарнизонном городе на юге Украины, куда отец был направлен по службе командовать местным гарнизоном советских вооруженных сил.
В 1977 г. поступает на учебу в Киевский институт иностранных языков (сегодня Лингвистический университет). В годы учебы, помимо литературы, увлекался философией, живописью. Участвовал в соревнованиях по настольному теннису. В летние месяцы работал в стройотряде. Начиная со второго курса работал гидом-переводчиком и объездил всю страну, от Братска, до Грозного, привлекался к работе переводчиком-синхронистом. Первые серьёзные конфликты с официальной советской идеологией приводят к отчислению В.Б. Репина с пятого курса.
Возвращается в Москву, в город своего детства, живет в Замоскворечье, на Сухаревке, в пос. Переделкино. В Москве попадает под надзор Пятого отдела КГБ, возглавляемого генералом Ф. Бобковым. Лишён возможности продолжать учебу и устроиться на работу по специальности, вынужден работать репетиром, дворником. Друзья помогают с заработками (продажа собственных живописных работ, эпизодическая роль в кино у Р. Хамдамова и А. Хамраева и т.д.).

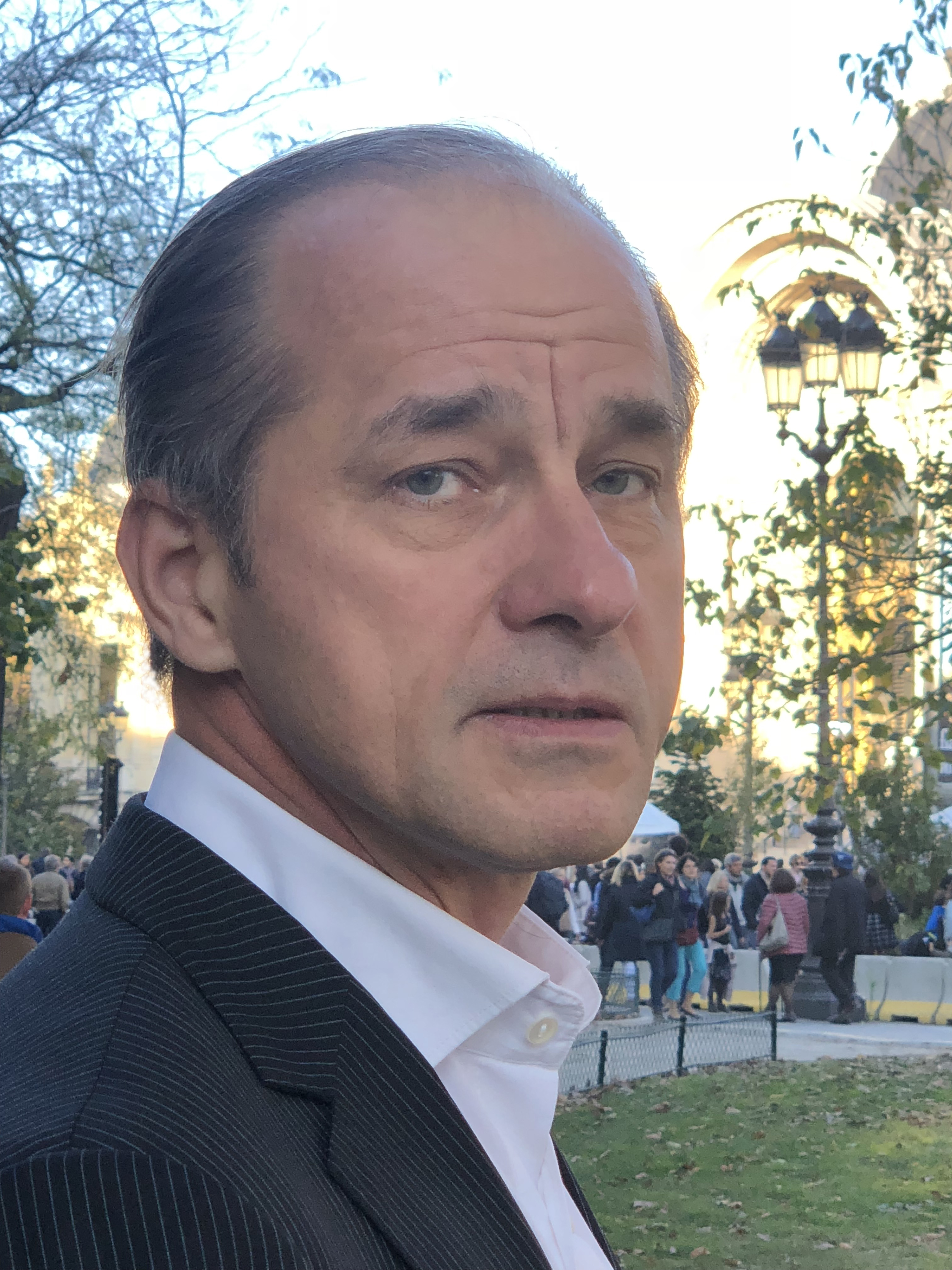

Под давлением силовых структур вынужден покинуть Москву и скитаться между Москвой, Грузией, Киевом и Западной Сибирью. Около года живет у родственников в г. Новокузнецк, Кемеровская обл., но надзор со стороны КГБ не ослабевает. Одно время вынужден укрываться от преследований в Московской психиатрической больнице им. Соловьева. В этот период жизни регулярно проходит лечение в больницах Москвы и Новокузнецка вследствие членовредительства. Сын кадрового офицера, которому в юности прочили военную карьеру, прибегает к крайнему средству, чтобы избежать службы в армии, которую ему предстояло проходить, как он считал, в «стройбате» на закрытом объекте, чтобы это могло стать основанием для дальнейшего ограничения личной свободы. В результате многочисленных медэкспертиз признан непригодным к воинской службе. Но «симулянтом» так и не был признан официально.
Вернувшись в Москву, продолжает жить под надзором Пятого отдела КГБ. Решение окончательно покинуть страну вызревает в результате неоднократного срыва бракосочетания с подданной Франции (Тильда Лови, художник-скульптор). Под разными предлогами органы ЗАГС неоднократно отказываются регистрировать брак непосредственно в момент бракосочетания. Препятствия, чинимые силовыми структурами, становятся непреодолимыми. Невеста, выдворена за пределы страны. Въезд в СССР ей разрешат вновь только после «Перестройки». По мнению дипломатов, занимавшихся в этот период урегулированием гуманитарных проблем между странами Запада и СССР, органы КГБ того времени использовали данный случай в показательных целях, чтобы дать пример другим: выходец из семьи советского военного не имеет право на «отступничество».
С этого дня нетипичная история «обыкновенного советского студента», как отзывался об этом случае Министр Иностранных дел СССР А.А. Громыко, вызывает интерес у Западных СМИ и у радиостанций, вещавших на СССР. Французские послы, дипломаты, министры, вынуждены ходатайствовать перед руководителями СССР об урегулировании этой печальной и в чем-то, по-видимому, обыкновенной «гуманитарной» проблемы тех времен, которыми была отмечена последняя предзакатная эпоха СССР.
Тильда Лови через сестру кинорежиссера С.И. Параджанова, Рузанну Иосифовну, работавшую в КБ с С.П. Королёвым, обращается за помощью в Комитет советских женщин, к возглавлявшей его В.В. Терешковой, к парламентариям своей страны и в международные правозащитные организации.
Репин обращается к главе КГБ СССР и к Л.И. Брежневу, а затем и к сменившим его на этом посту Генеральным Секретарям, вплоть до Горбачева, с просьбой предоставить ему возможность выехать за пределы СССР. Он даже прибегает к нелегальным средствам: направляется в Грузию, уже в то время известную «автономностью», и при посредничестве знакомых, при посредничестве местных «авторитетов», с которыми его связывают знакомые, ведёт переговоры о своем нелегальном выезде за пределы СССР из Грузии. В конце концов, в Грузии также отказываются принять участия в судьбе  Репина, после того, как через местные каналы КГБ выясняется, что его «досье» в Москве находится под особым контролем.
Только после личного вмешательства покойной Даниеэль Миттеран, жены президента Франсуа Миттерана, а также известной кинозвезды Симоны Синьоры, которая добивается для Тильда Лови приема в Елисейском дворце и поддержки на официальном уровне, наступает развязка. В период следственных действий со стороны КГБ г. Москвы В.Б. Репину предложено покинуть Советский Союз в считанные дни. В июле 1985 г., в возрасте двадцати пяти лет, Репин выезжает во Францию. Официально поездка оформлена как отпуск в должности дворника при ЖКХ г. Москвы. Несмотря на приход к власти С.М. Горбачева, натянутые отношения с Советским посольством в Париже лишают Репина возможности приезжать на родину и поддерживать отношения с родными и близкими, оставшимися в СССР.

## Эмиграция
Начальный эмиграционный период отмечен отчуждением от русской среды, от эмиграции. Во избежание соприкосновений с советскими спецслужбами Репин живет в отрыве от эмиграции, от родной культуры и русского языка. Для начинающего писателя это оборачивается застоем в литературной работе, как сам Репин позднее в этом признавался. В отрыве от родного языка писать по-русски практически невозможно, работа выглядит бессмысленной, стерильной. В этот период писатель пишет в стол, помогает друзьям из СССР печататься в Западных изданиях. Овладев, помимо немецкого и английского, французским языком, руководит переводом на французский язык сценария «Анна Карамазов» Р. Хамдамова, передает сценарий Жанне Моро. Известная кинозвезда соглашается сыграть главную роль в этой выдающейся кинокартине гонимого московского режиссера. В ожидании лучших времен писатель приостанавливает свое главное призвание и начинает карьеру художника-живописца. Репин участвует в более чем ста выставках, из них около двадцати персональные. Выставки проходят в галереях и на бьеннале во многих странах Западной Европы, в Америке, в Японии. Репин зарабатывает на жизнь собственной авангардной живописью. С началом «Перестройки» открываются новые возможности, еще недавно казавшиеся невообразимыми. Связи с Россией возобновляются. Репин участвует в переездных выставках, коллективных и персональных, по странам СНГ, которые организовывает его друг детства, один из первых российских арт-дилеров. Выставки проходят в государственных музеях Ленинграда/Петербурга, Киева, Одессы, Еревана, Новосибирска и даже в музее им. Пушкина в Москве. После проведения коллективной выставки французской современной живописи в музее, директор музея, И.А. Антонова предложила провести в залах музея персональную выставку Репина. Но сам художник от выставки отказался, т. к. старинные стены не могли уместить широкоформатные полотна. Кроме того, Репин посчитал, что проведение такой выставки будет «нескромным» перед запланированной экспозицией на тех же стенах Рембрандта, которая состоялась позднее.
Живописные полотна Репина находятся во многих частных коллекциях Западной Европы, в государственном фонде Франции, в музеях. Но сам Репин отзывается об этом периоде своей жизни со скепсисом, который граничит с парадоксом.
В начале девяностых годов писатель так же внезапно, но уже бесповоротно прерывает карьеру художника и возвращается к своему главному призванию. Толчком к решению послужили, как Репин позднее признавался, события в мире и на родине. Вехой явилась война в Персидском заливе, повлиявшая на умы в Западной Европе, развязанная США против Ирака в 1991 г., которую транслировали по телевидению. В это время многим думающим людям стало ясно, что мир вошел в новую эпоху. Осознание глобальных перемен, смены вех — это и подтолкнуло писателя к новым творческим решениям, вернуло ему «дар речи». С этого момента Репин всецело посвящает себя литературному творчеству.
Пишет с юности. Во время изучения германистики увлекался художественным переводом (Р.-М. Рильке, А. Арто, П. Хандке). В эпоху Советского союза печатался в «самиздате». Первые произведения, повести и рассказы, опубликованы в российских толстых журналах. До 2000 года появлялся в печати также как публицист и соавтор бесед с выдающимися представителями русской эмиграции на Западе на наболевшие темы русской культуры и современности.
В 2007 году основал в Париже книжное издательство, Éditions Temps & Periodes, специализирующееся в выпуске книг на французском языке преимущественно российских авторов.

## Творчество
Впервые обратил на себя внимание повестью «Последняя охота Петра Андреича» (1993).
Повесть написана в классическом стиле, в лучших традициях русской литературы и посвящена трагической судьбе советского офицера в перестроечный период. События повести развиваются на фоне охоты в русской глубинке, сотрясаемой переменами…
«Звёздная болезнь, или Зрелые годы мизантропа», роман (Москва, «Терра», 1998):
удивил критику масштабом (130 глав, 60 печ. л.), полным отстранением от реалий российской действительности и культуры, как и решительным отчуждением автора от постмодернизма, который в это время считался чуть ли не обязательным для уважающей себя российской прозы; в 1999 от лица главного редактора журнала «Новый мир» роман выдвигался на литературную премию «Русский Букер».
"Новый мир" рецензия.
«Антигония», роман (Москва, «Терра – Книжный клуб», 2005):
существует в двух различных и оригинальных версиях, на русском и французском языках (2007); эта реалистичная современная фабула, основанная на автобиографичном опыте писателя, вовлекает читателя в спираль переплетающихся судеб писателей-друзей, русского и американца, повествует об ответственности в творчестве, о писательстве, как о форме существования, которое требует от посвящающих себя этому поприщу настоящих жертв, подчас даже парадоксальных, вплоть до отречения от своего “я” и от признания.
Издательство «Терра – Книжный клуб» выдвигало роман на литературную премию «Большая книга»:
«В этом произведении находят себе место не только смелые идеи и глубокие суждения, но и обыкновенная “проза жизни”, преподносимая как ипостась бытия, отображающая и низкое в человеке и высокое. Уникальность этого произведения заключается и в том, что оно успешно справляется с глобальной задачей литературы: быть не только изысканным развлечением, но и оказывать деятельное влияние на окружающий мир и на человека…»
Фрагмент из романа «Антигония»:
«Все, к чему ни прикасались бы мои руки, тут же рассыпалось как труха, как песок. Всё просыпалось сквозь пальцы… убывало, таяло, превращалось в ничто… Странно констатировать это сегодня, когда всё уже позади. Но так было с тех пор, как я себя помню… Так происходило с мыслями, с чувствами, с окружающим миром, с прошлым, с нью-хэмпширской природой, с женским полом… Со всем тем, что я хоть как-то умел ценить в тот или иной период моей жизни… Мир зрел быстрее, чем я. Плоть его не сгущалась, не отвердевала, не окаменевала, а разрыхлялась, стремилась к распаду… Внешнее астрономическое время, если предположить, что оно вообще существует, текло быстрее, чем то, которое я ощущал внутри себя… И я не помню минуты, секунды за всю свою сознательную жизнь, чтобы я этого не чувствовал, чтобы я не ощущал внутри себя зияния бездонной ямы. Смотреть в нее бывало жутко. И в то же время она манила к себе, всасывала в себя с какой-то неведомой и неодолимой силой… Вся моя жизнь ушла на противление этой силе. Мне самому это кажется сегодня полнейшей загадкой…»
«Хам и хамелеоны», роман в 2-х томах (2010):
третий роман писателя. Объемный и многоплановый, роман Хам и хамелеоны посвящён современной России, 2-й Чеченской войне, непростым судьбам русских людей нашего времени и общечеловеческой дилемме выбора между личной свободой и долгом. Роман написан в характерном для автора классическом стиле, по замыслу и по охвату тем тяготеет к экзистенциальной прозе в её лучших традициях.
В масштабах всего творчества оставаясь писателем русским, В.Б. Репин пишет прозу реалистичную, при этом современную, с характерным для нее открытым взглядом на внешний мир. Родную русскую культуру и российскую действительность писатель видит как изнутри, поскольку родился и вырос в России и остается органически связан с родиной в своем творчестве, так и взглядом извне, нетипичным для русской литературы, поскольку многие годы прожил в эмиграции.
Почти все произведения В.Б. Репина открывают перед российским читателем новый взгляд на так называемую «проблемную» литературу. В.Б. Репин фактически одним из первых привнес в русскую литературу последних лет дух и смыслы новейшей современной культуры, сложившейся уже в постиндустриальном мире, который избавился от прежних иллюзий, от веры в безостановочное развитие и всеобщее процветание. Данная творческая позиция для литературы постсоветского периода является не только незаурядной, но и беспрецедентной.
К адептам «постиндустриальной »литературы писатель сам себя и причислял, что подразумевает под собой общепринятое на Западе представление о том, что такое современный реализм. Однако если рассматривать понятие «постиндустриальный» под более острым углом, следует признать, что оно отражает, по всей видимости, некий реалистичный подход к современности не столько со стороны современных русских писателей, сколько западных, которым приходится мириться с констатацией, что западная социально-политическая и экономическая модель развития подошла к переломному моменту или к завершению. Возможно, поэтому термин «постиндустриальная литература», а проще было бы сказать «посткапиталистическая», в России так и не прижился.
С годами писатель становится все ближе в своем творчестве к родным истокам, к родной русской культуре. В позднем творчестве даже заметны ноты сожаления о «личном вкладе», как считает В.Б. Репин, в распад великой державы. Вероятно, этим и объясняется возврат писателя в последних произведениях к русскому патриотическому мировоззрению, которое, конечно, не исключает трезвого критического взгляда на происходящее в России и в мире, но все же значительно отличается от его прежних воззрений. Тема личного долга и взаимоотношений между Западной культурой и Русской — лейтмотив творчества писателя. Однако в контексте российского литературного официоза В.Б. Репин признает себя аутсайдером. И эта черта в той или иной степени свойственна всем его литературным персонажам.
В.Б. Репин о литературном творчестве, выдержка из беседы' (перевод с французского):
«Большинство людей считает, что писать — значит жить какой-то особой жизнью, упиваться особой свободой, вдохновением и в определенном смысле избранностью… Поразительное заблуждение! В реальной жизни это прежде всего труд, причем никогда не оцениваемый по достоинству. Ведь он сводится, по сути, к исправлению того, что еще можно исправить. А значит приводит к борьбе пишущего с самим собой, с собственным несовершенством, с которым, увы, тяжелее всего мириться… Что говорить о несовершенстве окружающего мира?! Что бы там ни говорили, мир — это замкнутое пространство. Он не выносит, когда его “курочат”, пытаются переделать, исправить. Наверное, это объясняется тем, что, однажды «схваченный» словом и как бы зацементированный в нем, мир попросту вынужден продолжать свою эволюцию вместе с текстом, в том направлении, которое текст ему задает. В этом и сила слова…
Вообще мне кажется, что все мы обладаем удивительной способностью видеть сквозь вещи абсолютный смысл, какую-то иную, параллельную реальность. Некоторым из нас очень трудно удержать это в себе. Вот и приходится «свидетельствовать» обо всем на бумаге. Поэтому люди пишут. Это какая-то вторая параллельная жизнь, дополнительный шанс своего рода… На мой взгляд, это единственное, в чем пишущему человеку повезло: у него не одна жизнь, а несколько…»

### Романы
- «Ловец удовольствий и мастер оплошностей» (2019)
- «Хам и хамелеоны» (2010)
- «Антигония» (2005, 2011)
- «Звездная болезнь или Зрелые годы мизантропа» (1998, 2012)

### Повести
- «Дураки» (2019)
- «Халкидонский догмат» (1992-2004)
- «Последняя охота Петра Андреича» (1993)
- «Легальный товар» (1992)
- «Жан и Жак» (1992)
- «Чужая жена» (1991)

### Короткая проза
- «Центр мира» (1993)
- «Подарок Шака», рассказ (1992)
- «Мать и дочь», рассказ (1992)
- «Infirmior vasa», рассказ (1992)
- «Страсти по Воронцовой», рассказ (1990)
- «У Жозефины» (1990)
- «Яблоки», рассказ (1991)
- «Глазами идиота» (роман, не закончен, утерян) (1984)
- «В царстве осьминога», детская сказка (2005)
- «Сanis Lupus : обыкновенный волк», сказка для взрослых из серии "Приручение животных" (2008)
- «Сказка о красном племенном быке», сказка для взрослых из серии "Приручение животных" (2008)

### Публицистика
- Вера и неверие Толстого, Беседа с епископом Вашингтонским и Сан-Францискским Василием (Родзянко)
- Прошлое невозвратимо, Беседа с Н.А. Струве, директором парижского издательства Имка-пресс